# Vaulruz
Vaulruz (Freiburger Patois Vôruⓘ) ist eine politische Gemeinde im Greyerzbezirk des Kantons Freiburg in der Schweiz. Der frühere deutsche Name Thalbach wird heute nicht mehr verwendet.

## Geographie
Vaulruz liegt auf 820 m ü. M., 5 km westlich des Bezirkshauptortes Bulle (Luftlinie). Das ehemalige Strassenzeilendorf erstreckt sich beidseits des Bachlaufs der Sionge, am Alpennordrand auf dem breiten Sattel zwischen dem Hügelzug des Mont Gibloux und der voralpinen Waldhöhe von Les Alpettes nördlich des Moléson.
Die Fläche des 10,1 km² grossen Gemeindegebiets umfasst einen Abschnitt des südlichen höheren Freiburger Mittellandes und der angrenzenden Voralpen. Der zentrale Teil des Gebietes wird von der weiten Geländemulde der Sionge und ihres südlichen Seitenbachs Diron eingenommen. Zwischen den beiden parallel verlaufenden Bächen befindet sich das Plateau von Les Ponts (bis 860 m ü. M.). Im Nordosten erstreckt sich der Gemeindeboden auf die südlichen Ausläufer des Mont Gibloux und erreicht auf der Waldhöhe Joux de Pra Filieux 1060 m ü. M.; die Nordgrenze bildet der Bach Ruisseau du Létivan. Nach Süden reicht die Gemeindefläche in einem sehr schmalen Zipfel in das Quellgebiet des Diron und über den hier bewaldeten Kamm von Les Alpettes (mit 1355 m ü. M. höchste Erhebung von Vaulruz) bis an den Oberlauf der Trême. Von der Gemeindefläche entfielen 1997 8 % auf Siedlungen, 26 % auf Wald und Gehölze, 65 % auf Landwirtschaft, und etwas weniger als 1 % war unproduktives Land.
Zu Vaulruz gehören die Weiler Les Ponts-d'Avau (852 m ü. M.) und Les Ponts-d'Amont (867 m ü. M.) auf dem Plateau zwischen Sionge und Diron, ein Teil der Häuser von La Sionge (835 m ü. M.) in der Talniederung des gleichnamigen Baches sowie zahlreiche Einzelhöfe. Nachbargemeinden von Vaulruz sind Sâles, Riaz, Vuadens, Gruyères und Semsales.

## Bevölkerung
Mit 1128 Einwohnern (Stand 31. Dezember 2023) gehört Vaulruz zu den kleineren Gemeinden des Kantons Freiburg. Von den Bewohnern sind 96,3 % französischsprachig, 2,4 % deutschsprachig und 0,8 % portugiesischsprachig (Stand 2000). Die Bevölkerungszahl von Vaulruz belief sich 1900 auf 721 Einwohner. Nach einer Bevölkerungszunahme bis 1930 (813 Einwohner) folgte bis 1970 eine Abnahme auf 647 Einwohner. Seither wurde wieder eine deutliche Bevölkerungszunahme verzeichnet.

## Wirtschaft
Vaulruz war bis in die zweite Hälfte des 20. Jahrhunderts ein vorwiegend durch die Landwirtschaft geprägtes Dorf. Noch heute haben die Viehzucht und die Milchwirtschaft sowie in geringerem Mass der Ackerbau eine wichtige Bedeutung in der Erwerbsstruktur der Bevölkerung. Weitere Arbeitsplätze sind im lokalen Kleingewerbe und im Dienstleistungssektor vorhanden. Dank der Nähe zur Autobahn A12 entstand seit den 1990er-Jahren eine kleine Gewerbezone. Vaulruz ist Standort des Autobahnwerkhofs der A12. In den letzten Jahrzehnten hat sich das Dorf auch zu einer Wohngemeinde entwickelt. Zahlreiche Erwerbstätige sind deshalb Wegpendler, die in den Regionen Bulle, Freiburg und Vevey-Montreux arbeiten.

## Verkehr
Die Gemeinde ist verkehrstechnisch sehr gut erschlossen. Sie liegt an der Hauptstrasse von Bulle nach Vevey, von der westlich des Dorfes die Strassen nach Romont und Oron-la-Ville abzweigen. Der nächste Anschluss an die Autobahn A12, die seit 1981 von Bern bis Vevey durchgehend geöffnet ist und das Gemeindegebiet durchquert, befindet sich rund 1,5 km vom Ortskern entfernt.
Am 1. Juli 1868 wurde die Eisenbahnlinie von Romont nach Bulle mit einem Bahnhof in Vaulruz eingeweiht. Die Schmalspurbahnlinie von Bulle nach Châtel-Saint-Denis, die zwei Haltestellen auf dem Gemeindegebiet besitzt, wurde am 23. Juli 1903 in Betrieb genommen.

## Geschichte

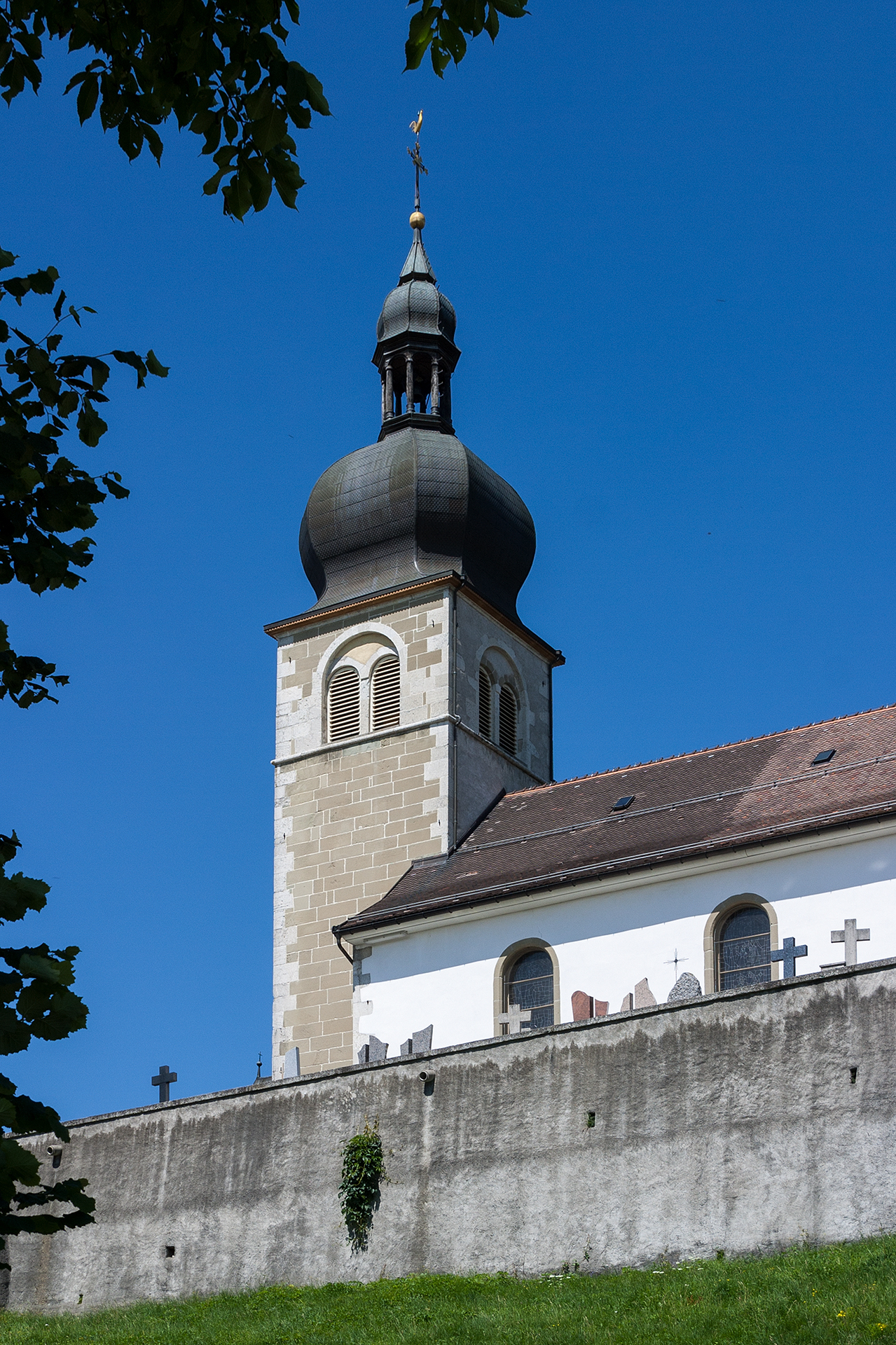
Kirche Sainte-Marguerite

Die erste urkundliche Erwähnung des Ortes erfolgte 1115 unter dem Namen Valle Rodulphi. 1359 erschien der frühere deutsche Ortsname Mühlsteingrube, eine Übersetzung von Molaris de Vaulruz, abgeleitet vom lateinischen Wort molaris (Mühlstein). Später wurde der deutsche Name in Thalbach abgeändert.
Bei Vaulruz gründeten die Herren von Blonay im 12. Jahrhundert eine Burg, die Mitte des 13. Jahrhunderts unter die Oberhoheit der Savoyer kam und stark ausgebaut wurde. Im frühen 14. Jahrhundert gründeten die Savoyer südwestlich der Burg die befestigte Siedlung Vaulruz, die bereits 1321 mit dem Stadtrecht ausgestattet wurde. Schon bald setzte aber der Niedergang des Städtchens mit dem ersten Pestzug um 1350 und einem Dorfbrand im Jahr 1387 ein. Anschliessend verkauften die Savoyer Vaulruz an die Familie Champion, die ursprünglich aus Saint-Michel-de-Maurienne kam. Fortan waren die Vertreter der Adelsfamilie Champion, die auch gute Beziehungen mit Freiburg unterhielten, Herren von Vaulruz. Die Herrschaft umfasste neben Vaulruz auch die Dörfer Sâles, Maules und Romanens. Weil die Familie Champion zu den Bürgern der Stadt Freiburg zählte, wurde Vaulruz 1536 von den Bernern bei der Eroberung des Waadtlandes nicht eingenommen.
Die Herrschaft wurde 1538 an Freiburg verkauft, das die Vogtei Vaulruz einrichtete (mit denselben Grenzen, die vorher die Herrschaft hatte). Nach dem Zusammenbruch des Ancien Régime (1798) gehörte Vaulruz während der Helvetik und der anschliessenden Zeit bis 1848 zum damaligen Bezirk Bulle, bevor es in den Bezirk Greyerz eingegliedert wurde.

## Sehenswürdigkeiten

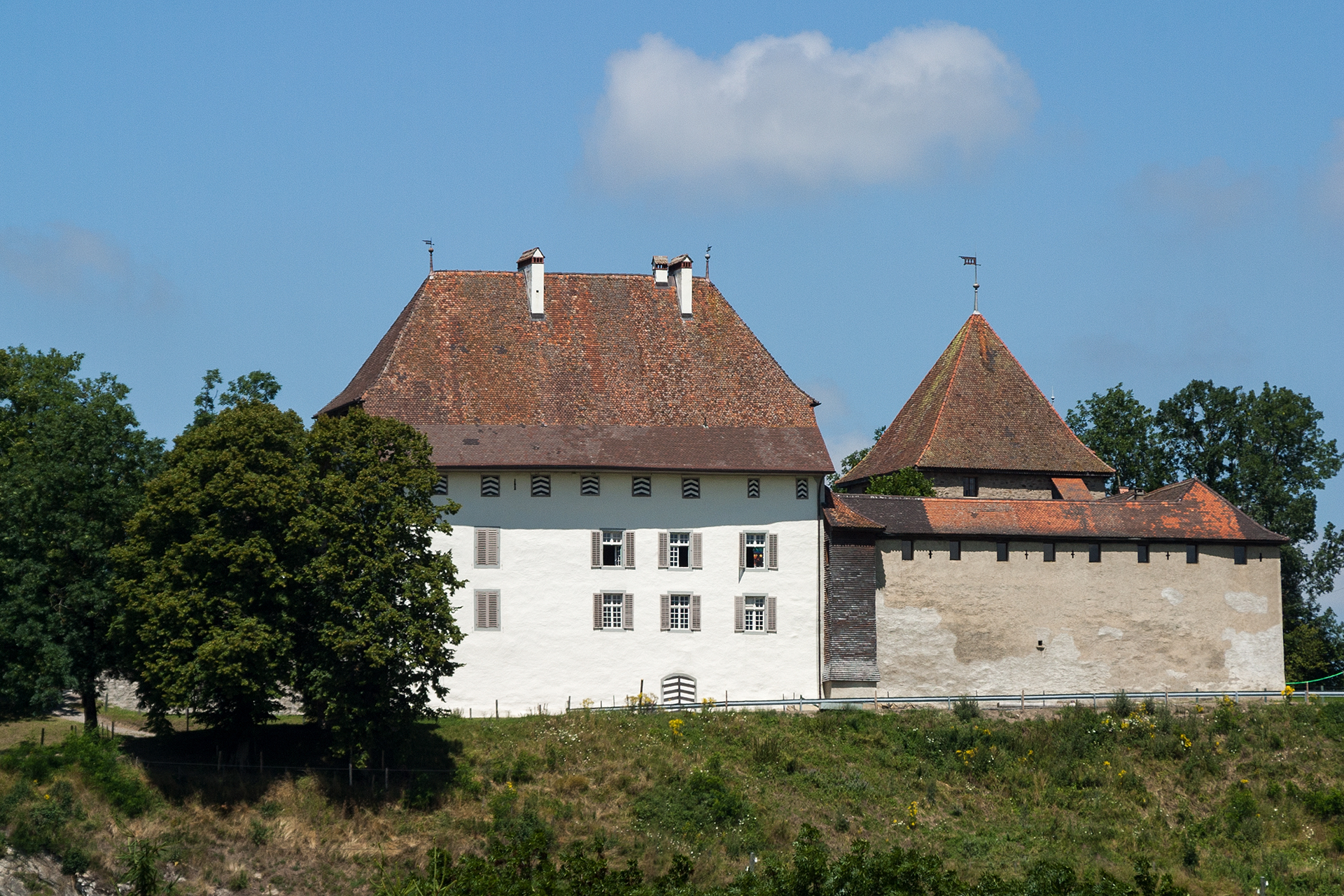
Schloss Vaulruz

Das Schloss Vaulruz steht auf einem Vorsprung über dem Tal der Sionge. Es stammt mit seinem nahezu quadratischen Grundriss ursprünglich aus dem 13. Jahrhundert. Zu den ältesten Teilen zählt der massive viereckige Turm in der Nordostecke, wahrscheinlich der ehemalige Bergfried. Die Wohngebäude entlang der Südmauer sind neueren Datums und wurden im 16. Jahrhundert errichtet. Die erste Kirche Sainte-Marguerite wurde im frühen 14. Jahrhundert erbaut; der heutige Bau stammt von 1819.
Die Kapelle des heiligen Protasius wurde früher bei Augenleiden aufgesucht.